# Timandra myokosana
Timandra myokosana är en fjärilsart som beskrevs av Felix Bryk 1948. Timandra myokosana ingår i släktet Timandra och familjen mätare. Inga underarter finns listade i Catalogue of Life.